# 吉安河东经济开发区
吉安河东经济开发区、又称井冈山经济技术开发区青原工业园，是中华人民共和国江西省吉安市青原区的一个经济开发区。由新工业园、富滩工业园两个园区组成，属于井冈山经济技术开发区的“一区四园”。所辖区域，以青原区河东经济开发区之名列为青原区的一个类似乡级单位。
1993年8月，经江西省政府批准设立吉安河东经济开发区。2006年，江西省政府批准为省级工业园区。2018年2月，吉安河东经济开发区管委会改挂“中共井冈山经济技术开发区青原工业园工作委员会”、“井冈山经济技术开发区青原工业园管理委员会”牌子，吉安河东经济开发区的牌子仍保留。先后列为江西省省级生态试点园区、省级民营科技园和第二批省级循环经济试点园区。
新工业园位于青原区天玉镇和河东街道境内。富滩工业园位于青原区东南面富滩镇境内。

## 行政区划
在国家统计局网点上，下辖以下地区：
虚拟社区。